# 臼井勝
臼井 勝（うすい まさる、1968年 - ）は、日本の録音技師である。

## 経歴
1968年生まれ。
高校でデザインを学び、卒業後グラフィックデザイナーとして勤めるのと並行して、岐阜市内のイベント企画集団「アートマーケット24」にて「岐阜シネパーク」、「岐阜映画祭」などの上映イベントのプロデュースに参加。
上京した後は照明助手などを経て、村上龍監督『TOPAZ＜トパーズ＞』で録音技師となる。